# Pawokti
Pawokti, pleme Muskhogean Indijanaca u bazenu rijeke Choctawhatchee, čiji je prvi poznati dom bio ne daleko od Meksičkog zaljeva. Iz ovih krajeva potisnuli su ih 1706/7 Creek Indijanci pa su se naselili blizu Mobilea s Tawasama. Nekih deset godina kasnije (1717.) nalaze se u područje rijeke Alabame blizu današnjeg Montgomeryja a 1799. udružit će se s Alabamama. O njihovom brojnom stanju i naseljima nije ništa poznato. Potomaka možda imaju među Alabamama u Teksasu. 